# Himantura fai
Himantura fai  (лат.) — вид рода хвостоколов из семейства хвостоко́ловых отряда хвостоколообразных надотряда скатов. Они обитают в тропических водах восточной части Индийского и западной части Тихого океана. Встречаются на глубине до 141 м. Максимальная зарегистрированная ширина диска 80 см. Грудные плавники этих скатов срастаются с головой, образуя ромбовидный диск, ширина которого превосходит длину. Рыло слегка заострённое. Хвост длиннее диска. Кожные кили на хвостовом стебле отсутствуют. Окраска дорсальной поверхности диска серо-коричневого цвета. Диск усеян многочисленными тёмными пятнышками. Позади шипа хвост покрыт тёмными и светлыми седловидными отметинами.
Подобно прочим хвостоколообразным Himantura fai размножаются яйцеживорождением. Эмбрионы развиваются в утробе матери, питаясь желтком и гистотрофом. В помёте 1—3 новорождённых. Рацион этих скатов состоит в основном из ракообразных. Не являются объектом целевого промысла.

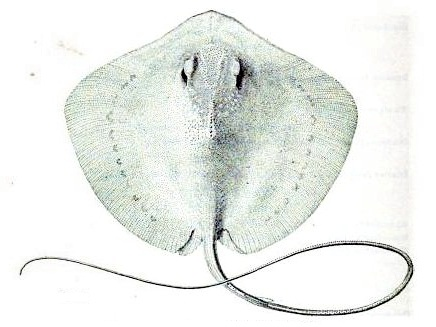
Оригинальное изображение Himantura fai

## Таксономия и филогенез
Традиционно Himantura fai считали синонимом Himantura toshi. В 1994 году в литературе пятнистый подвид Himantura toshi был упомянут как Himantura sp. A. Однако лишь спустя 10 лет был получен экземпляр нового вида, на основании которого было сделано научное описание. Видовой эпитет происходит от слова лат. astra — «звезда». Голотип представляет собой взрослого самца с диском шириной 58,9 см, пойманного в заливе Карпентария (13°02′ ю. ш. 138°51′ в. д.), Квинсленд, на глубине 55 м. Паратипы: взрослые самцы с диском шириной 50,7—51,6 см, взрослая самка с диском шириной 60 см и неполовозрелые самцы и самки с диском шириной 17,7 см, пойманные там же; самки с диском шириной 16,4—72,3 см, взрослые самцы с диском шириной 59,2 см и неполовозрелые самцы с диском шириной 15,7—37,4 см, пойманные в Арафурском море на глубине 48—60 м; самки с диском шириной 34,8—42,2 см, пойманные у северного побережья Австралии и взрослый самец с диском шириной 59,1 см, пойманный в водах острова Принца Уэльского на глубине 10 м.
Как и Himantura toshi Himantura astra входит в комплекс видов, образованный также Himantura fai, семибугорчатым хвостоколом, Himantura jenkinsii, Himantura leoparda, Himantura uarnak и Himantura undulata.

## Ареал и места обитания
Ареал этого вида точно не установлен из-за частой путаницы с Himantura jenkinsii. Считается, что Himantura fai распространены в тропических водах Индо-Тихоокеанской области. В Индийском океане они встречаются повсеместно от ЮАР до северного побережья Австралии. С 2014 года они стали попадаться в Красном море. В Тихом океане их ареал простирается к северу от Филиппин, острова Рюкю и Ириомоте, а также на восток до Микронезии, Маркизских островов и Самоа.
Эти скаты встречаются на глубине до 200 м, однако чаще они попадаются начиная от зоны прибоя до глубины 70 м. Эти донные рыбы предпочитают песчаные отмели вблизи коралловых рифов. В жаркое время года они держатся ближе к берегу. Генетические и телеметрические исследования, проведённые у Полинезийских островов, показали, что отдельные особи имеют тенденцию оставаться на определённой территории и редко переплывают между островами.

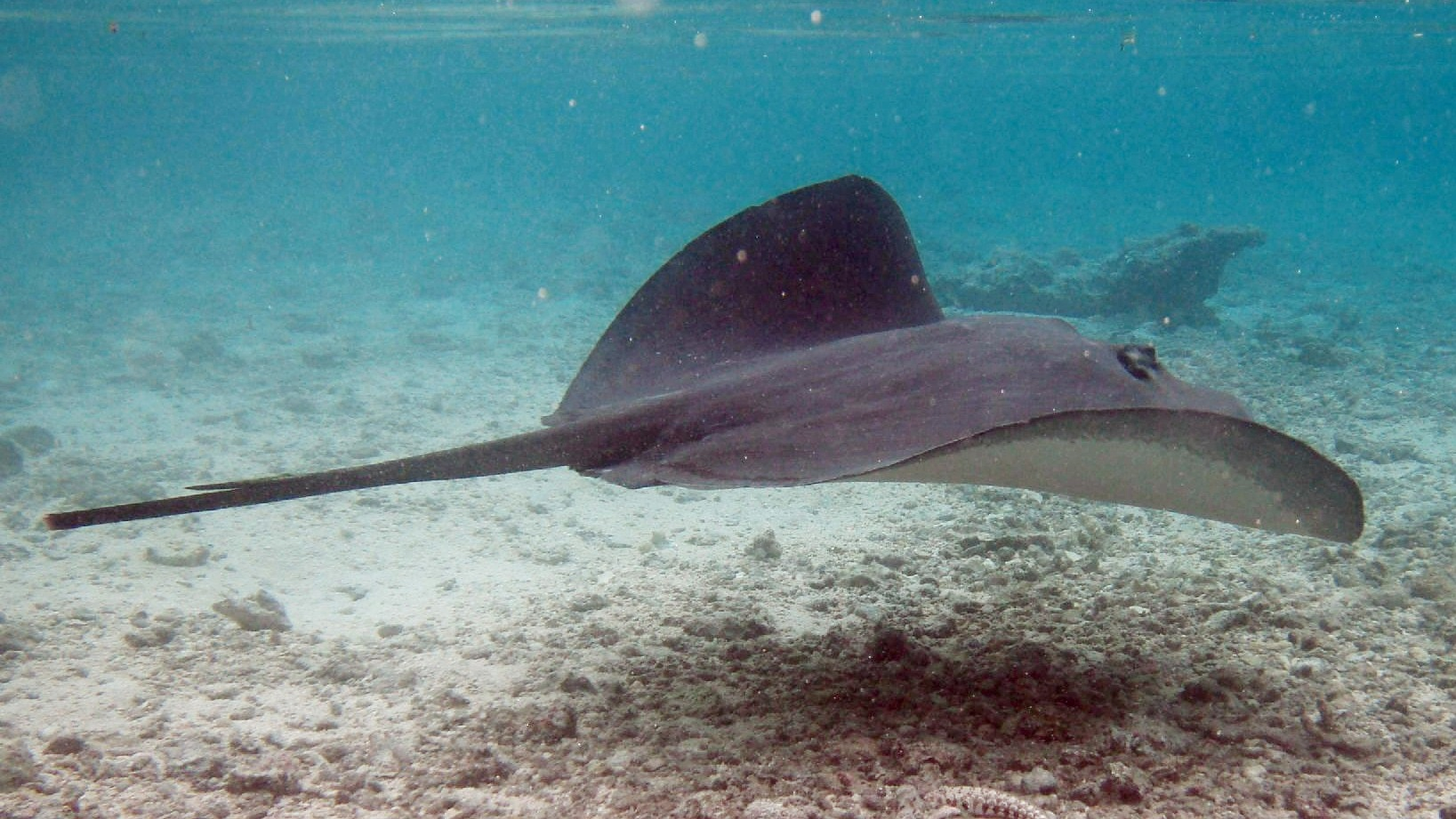

## Описание
Грудные плавники этих скатов срастаются с головой, образуя ромбовидный плоский диск, ширина которого в 1,1—1,2 раза превышает длину, края плавников («крыльев») сходятся почти под прямым углом. Треугольное рыло формирует тупой угол, его заострённый кончик выступает за края диска. Позади мелких глаз расположены овальные брызгальца, которые превышают их по размеру. На вентральной поверхности диска расположены 5 пар жаберных щелей, рот и тонкие, длинные ноздри. Между ноздрями пролегает лоскут кожи с бахромчатым нижним краем. Рот изогнут в виде дуги, на дне ротовой полости присутствуют 4 отростка. Мелкие притуплённые зубы выстроены в шахматном порядке и образуют плоскую поверхность. Во рту имеется 41—49 верхних и 40—50 нижних зубных рядов.
Брюшные плавники маленькие и довольно узкие, с изогнутым задним краем. Кнутовидный, сильно утончающийся к конику хвост в 2,1—2,7 раз превышает ширину диска. Кожные складки на хвостовом стебле отсутствуют. На дорсальной поверхности в центральной части хвостового стебля расположен тонкий шип, соединённый протоками с ядовитой железой. Иногда у скатов бывает 2 шипа. Периодически шип обламывается и на их месте вырастает новый. У некоторых особей шип отсутствует. Позади шипа на хвостовом стебле расположены глубокая вентральная борозда и выступающие латеральные гребни, тянущиеся до кончика хвоста. Дорсальная поверхность диска плотно покрыта крошечными сердцевидными чешуйками, которые располагаются широкой полосой от области между глазами до хвоста. В центральной части диска расположены более крупные чешуйки копьевидной формы. Кожа новорождённых скатов лишена чешуи. Первыми появляются чешуйки на «плечах» и голове. Окраска дорсальной поверхности диска серо-коричневого цвета. Диск и основание хвосты усеяны многочисленными тёмными пятнышками. У некоторых особей наблюдаются слабые или хорошо заметные светлые пятна, они могут быть собраны в розетки или кольца, окружающие тёмные отметины. Хвост позади шипа покрыт перемежающимися тёмными и светлыми седловидными отметинами, которые у молодых особей с диском не шире 50 см образуют сплошные полосы. Вентральная поверхность диска белая. Верхняя половина глазного яблока белая пятнышках, а нижняя чисто белая. Максимальная зарегистрированная ширина диска 80 см, а общая длина 1,8 м.

## Биология
В заливе Шарк, на Большом Барьерном рифе и у Каролинских островов на песчаных отмелях у коралловых рифов наблюдаются как небольшие, так и крупные скопления особей этого вида. Dj время отдыха десятки Himantura fai могут нагромождаться друг на друга, иногда смешиваясь с другими видами хвостоколов. В районе Нингалу наблюдали за тем, как Himantura fai «ездят верхом» на более крупных скатах. Основу рациона этих хвостоколов составляют десятиногие, кроме того, они поедают головоногих и костистых рыб. В заливе Шарк вне зависимости от размера и возраста они охотятся в основном на креветок Penaeidae. В водах атолла Рангироа, Французская Полинезия, Himantura fai для охоты ночью собираются на мелководье в довольно многочисленные стаи. Однако у берегов Муреа эти хвостоколы держатся поодиночке, соблюдая границы индивидуального участка обитания.
Подобно прочим хвостоколообразным Himantura fai относится к яйцеживородящим рыбам. Эмбрионы развиваются в утробе матери, питаясь желтком и гистотрофом. Ширина диска новорождённых скатов составляет 55—60 см. Известно, что залив Шарк служит этим хвостоколам природным питомником. У самцов половая зрелость наступает при достижении ширины диска 110—120 см. На Himantura fai паразитируют моногенеи  Heterocotyle capricornensis,  Monocotyle helicophallus, M. spiremae, Merizocotyle australensis, Monocotyle youngi, Neoentobdella parvitesticulata и  Trimusculotrema heronensis, ленточные черви  Prochristianella spinulifera и равноногие Gnathia grandilaris.

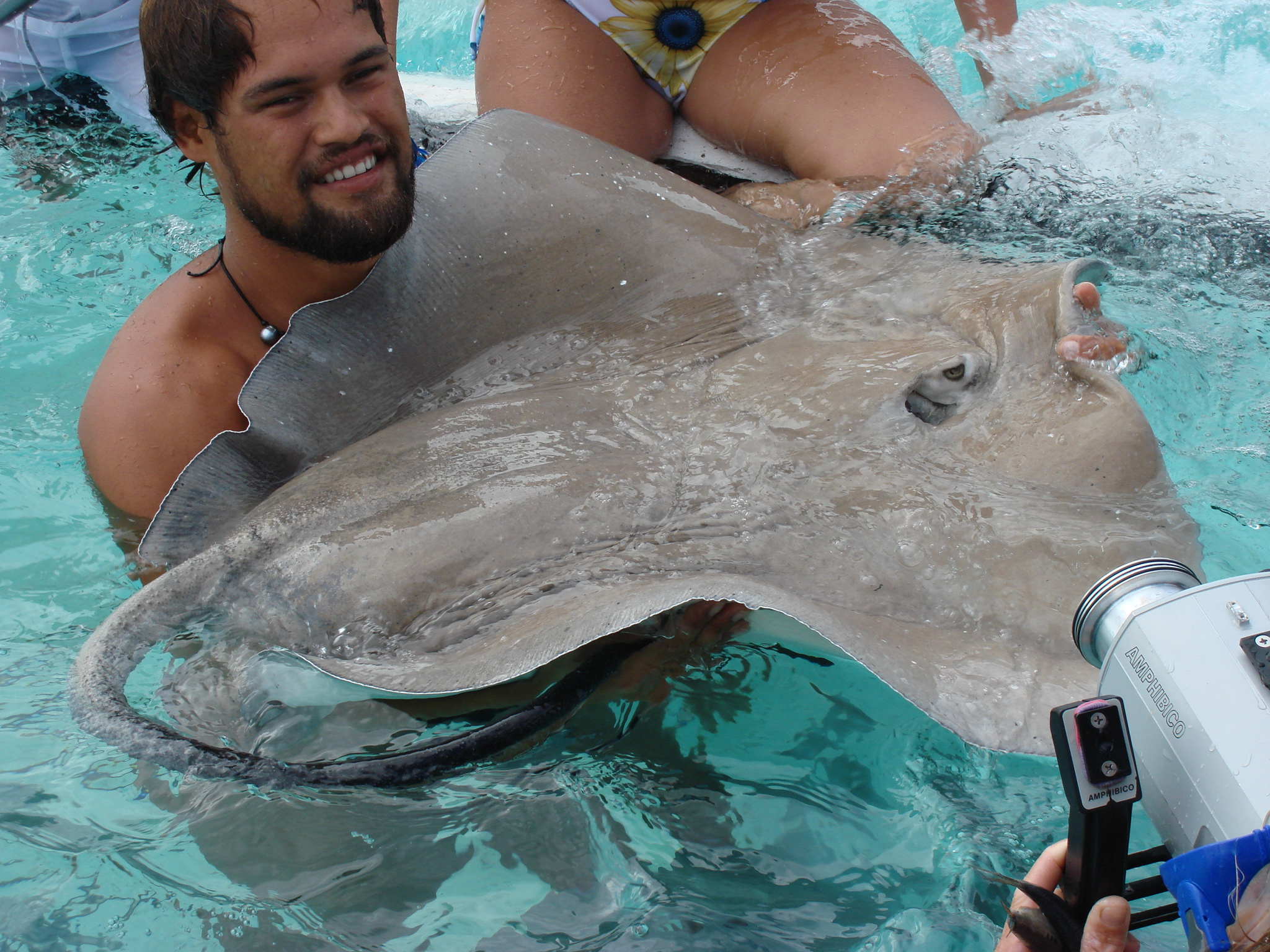
Эти скаты являются популярным объектом экотуризма.

## Взаимодействие с человеком
Ядовитый шип на хвосте делает этих хвостоколов потенциально опасными для человека. Рыбакам следует соблюдать осторожность, когда они вынимают рыб из сетей. Как правило, их выбрасывают за борт прежде чем приступить к сортировке основного улова. Himantura fai не являются объектом целевого лова. У берегов Малайзии и Индонезии они регулярно попадаются в качестве в качестве прилова при коммерческом промысле с помощью жаберных сетей, донных тралов, неводов и ярусов. Используют шкуру, хрящи и мясо. Рыболовный промысел в Юго-Восточной Азии осуществляется интенсивно и в целом не регулируется. Этот фактор делает Himantura fai уязвимыми по сравнению с мелкими сородичами, особенно, учитывая медленную скорость их воспроизводства. Популяция, обитающая в Арафурском море, сильно пострадала из-за давления, оказываемого индонезийским промыслом рохлевых скатов. Кроме того, в австралийских водах ведётся незаконный лов.
На Мальдивских островах и во Французской Полинезии Himantura fai являются объектом экотуризма. Мальдивское правительство предприняло шаги для сохранения этого бизнеса и в 1995 году запретило импорт всей продукции из кожи, хрящей и мяса скатов. На Муреа доход от экотуризма в 2005 году составил €500,000. Однако в 2008 году там произошло несколько инцидентов, связанных с искусственно вызванным скоплением скатов и активным движением малых судов в местах их кормления, в которых пострадали люди. Международный союз охраны природы присвоил этому виду статус сохранности «Вызывающий наименьшие опасения».